# Sutton-under-Whitestonecliffe
Sutton-under-Whitestonecliffe est un village et une paroisse civile du Yorkshire du Nord, en Angleterre.